# Discografia di Playboi Carti
La discografia del rapper statunitense Playboi Carti comprende tre album in studio, 3 mixtape e 11 singoli (di cui 6 come artista ospite).

## Album

### Album in studio
| Anno | Titolo | Posizione massima | Posizione massima | Posizione massima | Posizione massima | Posizione massima | Certificazioni                     |
| Anno | Titolo | US                | AUS               | CAN               | NZ                | UK                | Certificazioni                     |
| ---- | --- | ----------------- | ----------------- | ----------------- | ----------------- | ----------------- | ---------------------------------- |
| 2018 | Die Lit - Pubblicato: 11 maggio 2018 - Etichetta: AWGE, Interscope Records - Formati: Download digitale, streaming, vinile     | 3                 | 49                | 9                 | 27                | 27                | - US: Oro - POL: Oro - UK: Argento |
| 2020 | Whole Lotta Red - Pubblicazione: 25 dicembre 2020 - Etichetta: AWGE, Interscope - Formati: Download digitale, streaming vinile | 1                 | 15                | 2                 | 7                 | 17                | - US: Oro - POL: Oro               |
| 2025 | Music - Pubblicazione: 14 marzo 2025 - Etichetta: Interscope - Formati: Download digitale, streaming                           | 1                 | 1                 | 1                 | 1                 | 1                 |                                    |

### Mixtape
| Anno                                                                                          | Titolo | Posizione massima | Posizione massima | Posizione massima | Certificazioni                         |
| Anno                                                                                          | Titolo | US                | US R&B /HH        | CAN               | Certificazioni                         |
| --------------------------------------------------------------------------------------------- | --- | ----------------- | ----------------- | ----------------- | -------------------------------------- |
| 2011                                                                                          | THC: The High Chronicals (come Sir Cartier) - Pubblicato: 5 novembre 2011 - Etichetta: autoprodotto - Formati: Download digitale | —                 | —                 | —                 |                                        |
| 2012                                                                                          | Young Misfit (come Sir Cartier) - Pubblicato: 21 novembre 2012 - Etichetta: autoprodotto - Formati: Download digitale            | —                 | —                 | —                 |                                        |
| 2017                                                                                          | Playboi Carti - Pubblicato: 14 aprile 2017 - Etichetta: AWGE, Interscope - Formati: CD, LP, download digitale, streaming         | 12                | 7                 | 28                | - US: Platino - DNK: Oro - UK: Argento |
| "—" indica che l'opera non si è classificata o che non è stata pubblicata in quel territorio. | |                   |                   |                   |                                        |

## Singoli

### Come artista principale
| Anno                                                                                          | Titolo                                              | Posizione massima | Posizione massima | Posizione massima | Posizione massima | Posizione massima | Certificazioni                        | Album                     |
| Anno                                                                                          | Titolo                                              | US                | US R&B /HH        | CAN               | POR               | UK                | Certificazioni                        | Album                     |
| --------------------------------------------------------------------------------------------- | --------------------------------------------------- | ----------------- | ----------------- | ----------------- | ----------------- | ----------------- | ------------------------------------- | ------------------------- |
| 2012                                                                                          | Carolina Blue                                       | —                 | —                 | —                 | —                 | —                 |                                       | THC: The High Chroinicals |
| 2016                                                                                          | 3 Chains (con Rich the Kid)                         | —                 | —                 | —                 | —                 | —                 |                                       | N.D.                      |
| 2016                                                                                          | No Pressure (con Rich the Kid)                      | —                 | —                 | —                 | —                 | —                 |                                       | N.D.                      |
| 2016                                                                                          | Word to Yams                                        | —                 | —                 | —                 | —                 | —                 |                                       | N.D.                      |
| 2017                                                                                          | Broke Boi                                           | —                 | —                 | —                 | —                 | —                 |                                       | N.D.                      |
| 2017                                                                                          | Lookin' (feat. Lil Uzi Vert)                        | —                 | —                 | —                 | —                 | —                 | - US: Oro                             | Playboi Carti             |
| 2017                                                                                          | Woke Up like This (feat. Lil Uzi Vert)              | 76                | 32                | —                 | —                 | —                 | - US: 2x Platino - CAN: Oro - UK: Oro | Playboi Carti             |
| 2017                                                                                          | Magnolia                                            | 29                | 11                | 51                | —                 | —                 | - US: 3x Platino - CAN: 2x Platino    | Playboi Carti             |
| 2020                                                                                          | @ Meh                                               | 35                | 17                | 27                | 74                | 51                |                                       | N.D.                      |
| 2021                                                                                          | Miss the Rage (con Trippie Redd)                    | 11                | 6                 | 15                | —                 | 32                | - UK: Argento                         | Trip at Knight            |
| 2023                                                                                          | Popular (con The Weeknd e Madonna)                  | 43                | 14                | 10                | 42                | 20                | - UK: Argento                         | N.D.                      |
| 2024                                                                                          | Type Shit (con Future, Metro Boomin e Travis Scott) | 2                 | 2                 | 8                 | 23                | 18                |                                       | We Don't Trust You        |
| 2024                                                                                          | All Red                                             | 15                | 3                 | 17                | —                 | 32                |                                       | N.D.                      |
| 2024                                                                                          | Timeless (con The Weeknd)                           | 3                 | 1                 | 4                 | 5                 | 7                 |                                       | Hurry Up Tomorrow         |
| "—" indica che l'opera non si è classificata o che non è stata pubblicata in quel territorio. |                                                     |                   |                   |                   |                   |                   |                                       |                           |

### Come artista ospite
| Anno                                                                                          | Titolo                                                                                       | Posizione massima | Posizione massima | Posizione massima | Certificazioni                               | Album                       |
| Anno                                                                                          | Titolo                                                                                       | US                | US R&B/HH         | CAN               | Certificazioni                               | Album                       |
| --------------------------------------------------------------------------------------------- | -------------------------------------------------------------------------------------------- | ----------------- | ----------------- | ----------------- | -------------------------------------------- | --------------------------- |
| 2016                                                                                          | Action (Joey Fatts feat. Playboi Carti e ASAP Nast)                                          | —                 | —                 | —                 |                                              | N.D.                        |
| 2016                                                                                          | Telephone Calls (ASAP Mob feat. ASAP Rocky, Tyler, the Creator, Playboi Carti e Yung Gleesh) | —                 | 60                | —                 | - US: Oro                                    | Cozy Tapes Vol. 1: Friends  |
| 2017                                                                                          | Raf (ASAP Mob feat. ASAP Rocky, Playboi Carti, Quavo, Lil Uzi Vert e Frank Ocean)            | 118               | 59                | 82                | - US: Platino                                | Cozy Tapes Vol. 2: Too Cozy |
| 2017                                                                                          | Summer Bummer (Lana Del Rey feat. ASAP Rocky e Playboi Carti)                                | 123               | —                 | 80                |                                              | Lust for Life               |
| 2017                                                                                          | Yo Pi'erre! (Pi'erre Bourne feat. Playboi Carti)                                             | —                 | —                 | —                 |                                              | N.D.                        |
| 2019                                                                                          | Earfquake (Tyler, the Creator feat. Playboi Carti)                                           | 13                | 5                 | 1                 | - US: 5× Platino - CAN: 3x Platino - UK: Oro | Igor                        |
| 2021                                                                                          | Unlock It (Abra e Boys Noize feat. Playboi Carti)                                            | —                 | —                 | —                 |                                              | N.D.                        |
| 2021                                                                                          | Off the Grid (Kanye West feat. Fivio Foreign e Playboi Carti)                                | 11                | 4                 | 7                 | - US: Platino - CAN: Oro                     | Donda                       |
| 2024                                                                                          | Carnival (¥$ e Rich the Kid feat. Playboi Carti)                                             | 1                 | 1                 | 4                 | - UK: Argento                                | Vultures 1                  |
| 2024                                                                                          | I Luv It (Camila Cabello feat. Playboi Carti)                                                | 81                | —                 | 66                |                                              | C, XOXO                     |
| "—" indica che l'opera non si è classificata o che non è stata pubblicata in quel territorio. |                                                                                              |                   |                   |                   |                                              |                             |

### Singoli promozionali
| Anno            | Titolo                          | Album   |
| --------------- | ------------------------------- | ------- |
| 2018            | Love Hurts (feat. Travis Scott) | Die Lit |
| 2023            | Different Day                   | TBA     |
| 2023            | 2024                            | TBA     |
| 2023            | H00dByAir                       | TBA     |
| 2024            | Backr00ms (feat. Travis Scott)  | TBA     |
| 2024            | EvilJ0rdan                      | TBA     |
| 2024            | Ketamine                        | TBA     |
| ’’ Play This ‘m |                                 |         |

## Altre canzoni entrate in classifica o certificate
| Anno                                                                                          | Titolo                                                                            | Posizione massima | Posizione massima | Posizione massima | Cartificazioni              | Album                |
| Anno                                                                                          | Titolo                                                                            | US                | US R&B/HH         | CAN               | Cartificazioni              | Album                |
| --------------------------------------------------------------------------------------------- | --------------------------------------------------------------------------------- | ----------------- | ----------------- | ----------------- | --------------------------- | -------------------- |
| 2017                                                                                          | New Choppa (feat. ASAP Rocky)                                                     | —                 | —                 | —                 | - US: Oro                   | Playboi Carti        |
| 2017                                                                                          | Minute (Nav e Metro Boomin feat. Playboi Carti e Offset)                          |                   |                   |                   | - CAN: Platino              | Perfect Timing       |
| 2018                                                                                          | Shoota (feat. Lil Uzi Vert)                                                       | 46                | 25                | 67                | - US: Platino - UK: Argento | Die Lit              |
| 2018                                                                                          | Love Hurts (feat. Travis Scott)                                                   | 115               | 58                | —                 |                             | Die Lit              |
| 2018                                                                                          | Poke It Out (feat. Nicki Minaj)                                                   | 113               | 56                | —                 |                             | Die Lit              |
| 2018                                                                                          | Get Dripped (Lil Yachty feat. Playboi Carti)                                      | 98                | 49                | —                 | - US: Platino               | Nuthin' 2 Prove      |
| 2019                                                                                          | Same Yung N*gga (Gunna feat. Playboi Carti)                                       | 97                | 45                | —                 | - US: Oro                   | Drip or Drown 2      |
| 2019                                                                                          | Baguettes in the Face (Mustard feat. Nav, Playboi Carti e A Boogie wit da Hoodie) | 81                | 33                | 47                | - US: Platino - UK: Argento | Perfect Ten          |
| 2019                                                                                          | They Afraid of You (Trippie Redd feat. Playboi Carti)                             | 121               | —                 | —                 |                             | !                    |
| 2020                                                                                          | Pain 1993 (Drake feat. Playboi Carti)                                             | 7                 | 6                 | 7                 | - US: Oro - UK: Argento     | Dark Lane Demo Tapes |
| 2020                                                                                          | Flex Up (con Lil Yachty e Future)                                                 | 111               | 37                | —                 |                             | Lil Boat 3.5         |
| 2020                                                                                          | Rockstar Made                                                                     | 102               | 40                | —                 |                             | Whole Lotta Red      |
| 2020                                                                                          | Go2DaMoon (feat. Kanye West)                                                      | 82                | 30                | 86                |                             | Whole Lotta Red      |
| 2020                                                                                          | Stop Breathing                                                                    | 109               | 46                | —                 |                             | Whole Lotta Red      |
| 2020                                                                                          | Beno!                                                                             | 104               | 42                | —                 |                             | Whole Lotta Red      |
| 2020                                                                                          | M3tamporphosis (feat. Kid Cudi)                                                   | 90                | 37                | 90                |                             | Whole Lotta Red      |
| 2020                                                                                          | Slay3r                                                                            | 72                | 25                | 67                |                             | Whole Lotta Red      |
| 2020                                                                                          | New Tank                                                                          | 112               | —                 | —                 |                             | Whole Lotta Red      |
| 2020                                                                                          | Teen X (feat. Future)                                                             | 118               | —                 | —                 |                             | Whole Lotta Red      |
| 2020                                                                                          | Vamp Anthem                                                                       | 90                | 32                | 96                |                             | Whole Lotta Red      |
| 2020                                                                                          | New N3on                                                                          | 92                | 33                | —                 |                             | Whole Lotta Red      |
| 2020                                                                                          | Control                                                                           | 123               | —                 | —                 |                             | Whole Lotta Red      |
| 2020                                                                                          | Place                                                                             | 106               | 44                | —                 |                             | Whole Lotta Red      |
| 2020                                                                                          | Sky                                                                               | 104               | 34                | 78                | - UK: Argento               | Whole Lotta Red      |
| 2020                                                                                          | Over                                                                              | 107               | 45                | —                 |                             | Whole Lotta Red      |
| 2020                                                                                          | ILoveUIHateU                                                                      | 103               | 41                | —                 |                             | Whole Lotta Red      |
| 2021                                                                                          | Junya (Kanye West feat. Playboi Carti)                                            | 16                | 6                 | 16                |                             | Donda                |
| 2023                                                                                          | Fein (Travis Scott feat. Playboi Carti)                                           | 5                 | 2                 | 6                 |                             | Utopia               |
| "—" indica che l'opera non si è classificata o che non è stata pubblicata in quel territorio. |                                                                                   |                   |                   |                   |                             |                      |